# José Eloy Alfaro Delgado

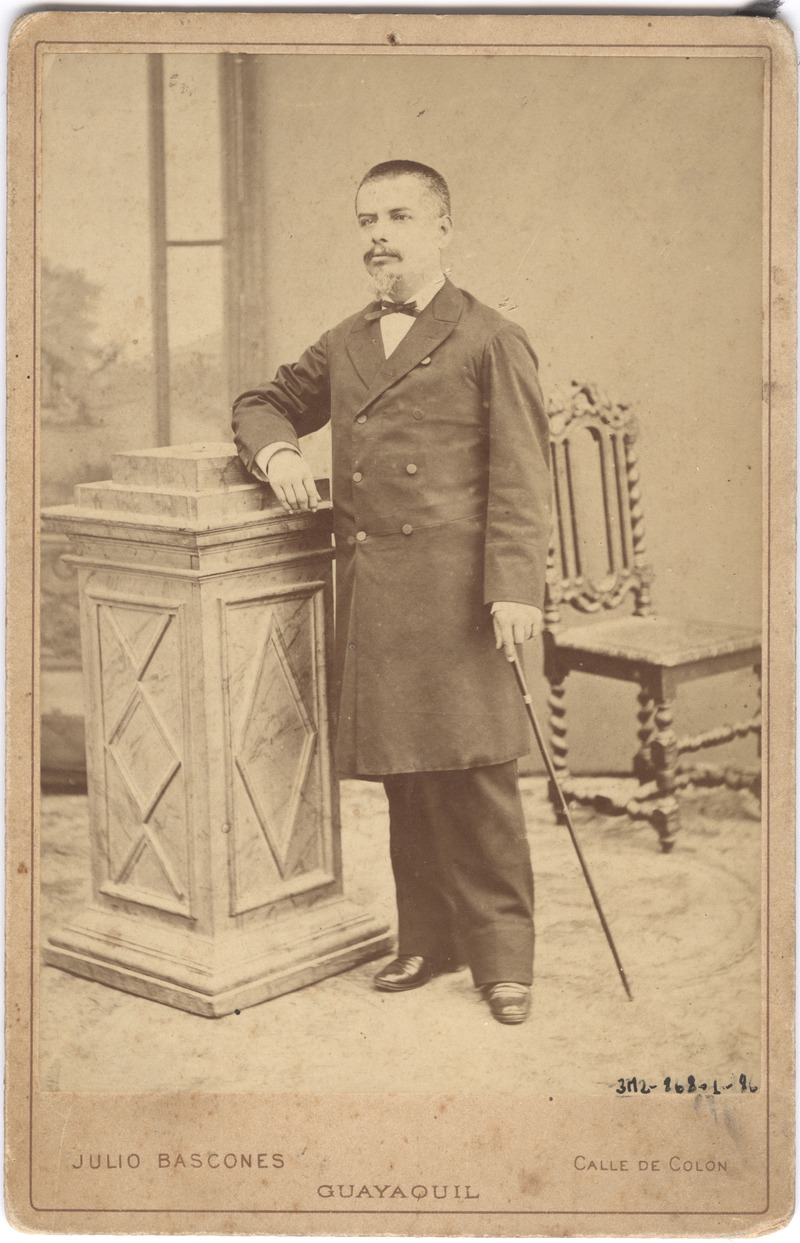
Eloy Alfaro

José Eloy Alfaro Delgado (Montecristi, 25 juni 1842 - Quito, 28 januari 1912) was een Ecuadoriaans politicus. Hij was tweemaal (1895-1901 en 1906-1911) president van Ecuador.

## Achtergrond en vroege carrière
Eloy Alfaro stamde uit een vooraanstaande familie. Zijn vader was een politieke balling uit Spanje, die als exporteur van Panamahoeden werkzaam was en zijn moeder was een Indiaanse.
Alfaro was als koopman werkzaam, maar ontplooide als spoedig politieke activiteiten die gericht waren tegen de conservatieve regeringen en het regime van president Gabriel García Moreno. Eloy Alfaro legde een grote sociaalvoelendheid aan de dag en streefde naar de emancipatie van de (Indiaanse) dagloners en de landarbeiders die de grond van de grootgrondbezitters bewerkten. Tijdens de regeerperiode van García Moreno werd Alfaro verbannen. Na de moord op president García Moreno in 1875 kon hij naar Ecuador terugkeren en werd hij een van de voornaamste tegenstanders van de gematigd conservatieve president Borrero (1875-1876) en steunde de staatsgreep van generaal Mario Iganico de Veintemilla, die in september 1876 de macht greep. Veintemilla nam enkele radicale ministers op in de regering en voerde aanvankelijk een liberale koers, doch reeds na enkele maanden trok hij alle macht naar zich toe en ontpopte hij zich als een militair dictator. Alfaro week daarop uit naar Panama (toen nog een provincie van Colombia), maar keerde in 1878 terug, richtte de Partido Liberal (Liberale Partij) op en trachtte een revolutie te ondernemen. Hij werd gevangengenomen door de troepen van Veintemilla en opnieuw verbannen (1879).

### Verdrijving van Veintemilla
In 1882 keerde Eloy Alfaro opnieuw in het geheim terug naar Ecuador. In de provincies Manabí (geboorteprovincie) en Esmeraldas werd hij uitgeroepen tot Jefe Supremo (Opperste Leider) en begon hij een gewapende strijd tegen Veintemilla. Er waren meerdere Jefe Supremos in Ecuador - variërend van conservatief tot radicaal-liberaal - die de strijd aanbonden met Veintemilla. Eloy Alfaro en de andere Jefe Supremos sloten een (monster)verbond en verdreven in januari 1883 Veintemilla uit de hoofdstad Quito en in juli abdiceerde de president. Hierop ontstond er een voorlopige regering in Quito, die in oktober 1883 werd afgelost door twee interim-presidenten.

## Ecuadoraanse Liberale Revolutie
Op 23 november 1883 werd de liberale rooms-katholiek José María Plácido Caamaño president. Hij behoorde tot de Partido Progresista (PP) en verbrak de trend dat alleen conservatieven of liberalen president konden worden van Ecuador. Eloy Alfaro was echter niet te spreken over de nieuwe president en begon vanuit Manabí, zijn thuisbasis, waar hij tot staatschef was gekozen, een opstand. Na korte tijd moest hij echter zijn opstand staken en week hij voor de zoveelste keer uit naar het buitenland. Hij begon vervolgens een tour door Zuid-Amerika om geld in te zamelen voor de strijd.
Na de staatsgreep van 8 juni 1895 keerde Alfaro naar Ecuador terug en begon een opstand, die de eerste etappe van de Ecuadoraanse Liberale Revolutie werd genoemd. In Guayaquil, de provincie die nauw verbonden was met de liberalen, werd Alfaro tot Jefe Supremo uitgeroepen en werd kort daarop staatshoofd gekozen.

## Presidentschappen (1897-1901, 1906-1911)

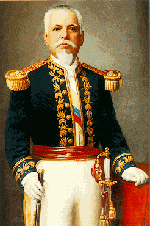
staatsieportret van Eloy Alfaro

In 1897 werd Alfaro door een grondwetgevende vergadering tot president gekozen. Hij bleef president tot 1901. Met zijn steun werd Leonidas Plaza Gutièrrez, een lid van Alfaro's Radicale Liberale Partij, tot zijn opvolger als president gekozen. Eenmaal president, bleek Plaza Gutièrres niet het gewillige werktuig dan gedacht. In september 1905 werd Plaza Gutiérres door Lizardo García Sorroza (PLR) opgevolgd. García Sorroza was een aanhanger van Plaza Gutiérres en Alfaro wist via een militaire campagne García Sorroza te verdrijven en op 16 januari 1906 werd Alfaro staatshoofd. Op 9 oktober 1906 werd hij interim-president en op 1 januari 1907 werd hij door het parlement tot president gekozen.

### Hervormingen
De perioden dat Alfaro aan de macht was wordt de Ecuadoraanse Liberale Revolutie genaamd. Het was een periode dat er uitgebreide (sociale) hervormingen werden doorgevoerd. De doodstraf werd afgeschaft, het burgerlijk huwelijk ingevoerd en een voor de (katholieke) Kerk ongunstige scheiding van Kerk en staat. De kerkelijke goederen werden genationaliseerd, vrijheid van godsdienst ingevoerd en ook werd het onderwijs geseculariseerd. De politiek van Eloy Alfaro was antiklerikaal, doch niet vijandig. Dit nam niet weg dat de (conservatieve) oppositie een felle campagne voerde tegen Alfaro die zij ervan beschuldigde het land aan de "Yankees te verkopen" (doelend op het op Amerikaanse leest geschoeide hervormingsbeleid).
Onder Alfaro werd ook de spoorweg tussen Quito en Guayaquil, waarvan de bouw reeds onder García Moreno was begonnen, voltooid.

### De crisis van 1911
In 1911 liep Alfaro's tweede ambtstermijn ten einde en besloot hij Emilio Estrada, een lid van de PLR, als presidentskandidaat te steunen. Plots besloot Alfaro echter zijn steun aan Estrada in te trekken. Alfaro wilde namelijk zelf kandidaat zijn namens de PLR. Estrada weigerde echter en er brak een korte burgeroorlog uit die door Alfaro werd verloren (11 augustus) en na een kort interim van Carlos Freile Zaldumbide werd Estrada beëdigd. Alfaro vluchtte daarop naar Panama.
In december 1911 stierf president Estrada plotseling. Alfaro keerde naar Ecuador terug met als doel de macht over te nemen. Hij werd echter gevangengenomen en opgesloten in de gevangenis van Quito. Een woedende menigte bestormde op 18 januari 1912 de gevangenis en doodden Alfaro en vier van zijn medestrijders (waaronder zijn broer Medardo). Alfaro's lijk werd door de straten van Quito gesleept en in het Ejido-park in brand gestoken.

## Familie
Eloy Alfaro trouwde in 1865 met de Indiaanse Ana Paredes Arosemena bij wie hij negen kinderen kreeg. Zijn kinderen droegen de namen van Zuid-Amerikaanse helden. Een van zijn broers, Marcos Alfaro, was een vooraanstaand socialist.

## Trivia
- De stad, het kanton en het district Dúran bij Guayaquil dragen naast de naam Dúran ook de naam Alfaro.
- In Manta draagt de universiteit de naam Universidad Laica Eloy Alfaro de Manabí, evenals de militaire school Escuela Superior Militar Eloy Alfaro.
- In 1972 werd een radicale partij, de Frente Radical Alfarista opgericht. Fabián Ernesto Alarcón Rivera van de FRA was van 1997 tot 1998 interim-president van Ecuador.
- Op 26 september 2003 werd Eloy Alfaro per decreet door president Alfredo Palacio tot nationale held verklaard.
- Op 27 november 2005 maakte de televisiezender Ecuavisa bekend, dat Alfaro met 33,39% van de stemmen van de televisiekijkers tot "Grootste Ecuadoriaan" aller tijden was gekozen.